# Thabazimbi
Thabazimbi ist eine Stadt in der südafrikanischen Provinz Limpopo. Sie ist Verwaltungssitz der Local Municipality Thabazimbi im Distrikt Waterberg.

## Geographie
2011 hatte Thabazimbi 32.364 Einwohner (Volkszählung 2011), die sich auf die Main Places Thabazimbi und Thabazimbi A verteilten.
Die Stadt liegt am Fuß des über 1600 Meter hohen Ysterberg; östlich der Stadt erstreckt sich der Höhenzug Waterberg. Nur wenig südlich fließt der Crocodile River, der in den Limpopo übergeht.

## Geschichte
1919 wurden am heutigen Ort große Eisenerzvorkommen entdeckt. Der Name stammt teils aus dem Sepedi, teils dem isiZulu und bedeutet „Eisenberg“. In den 1930er Jahren erreichte eine Bahnstrecke von Rustenburg her den Ort, der 1953 Stadtrechte erhielt. 2003 fand in der Stadt ein Trainingslager der Rugby-Nationalmannschaft statt, das als Kamp Staaldraat (Afrikaans für „Stacheldraht-Lager“) landesweit bekannt wurde. Die Spieler wurden dort menschenunwürdig behandelt. 2015 wurde angekündigt, dass das Bergwerk mangels Rentabilität geschlossen werden soll, nachdem eine Schließung schon mehrfach verschoben worden war.

## Wirtschaft und Verkehr

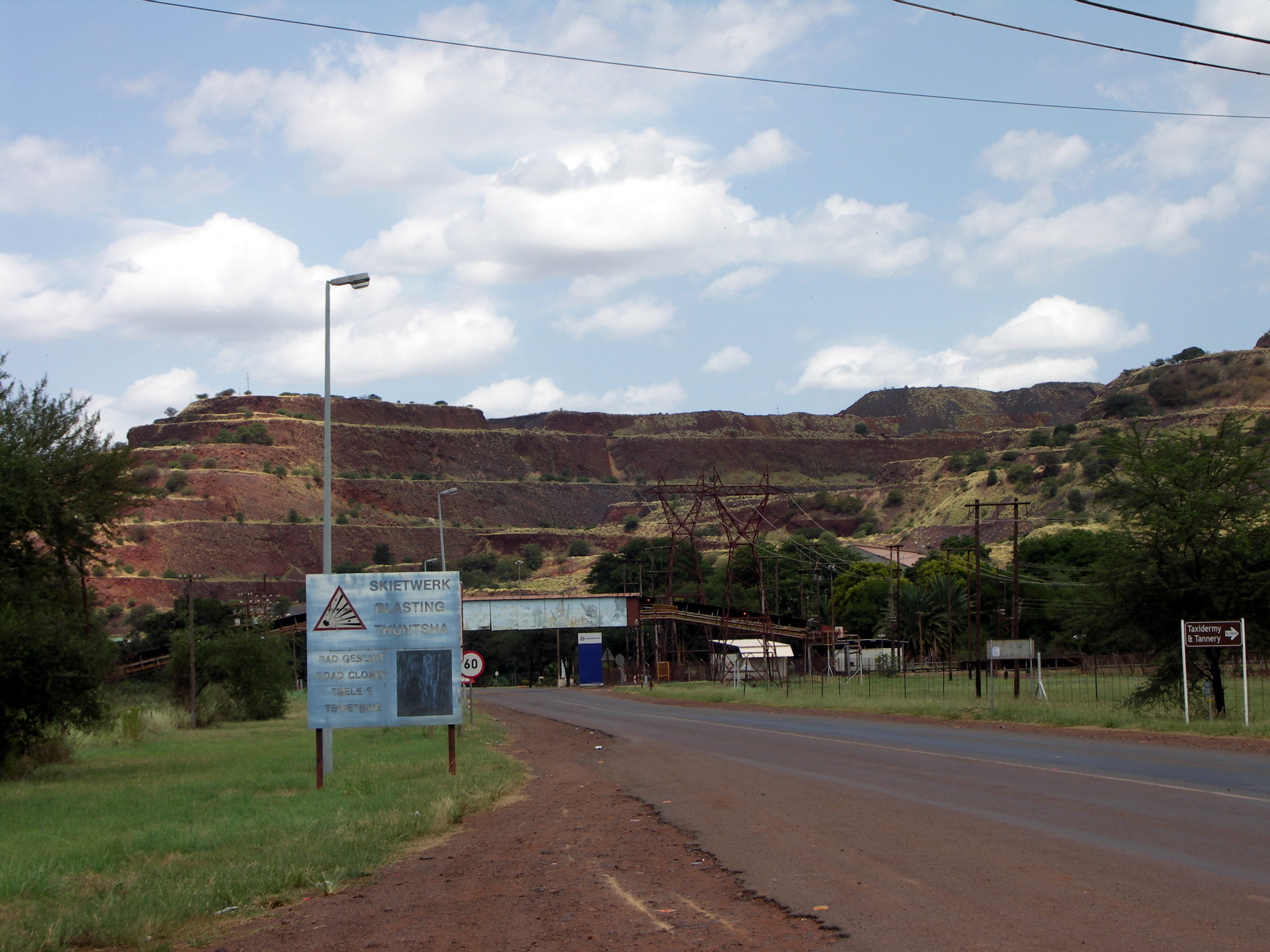
Eisenerzabbau bei Thabazimbi

Haupteinnahmequelle ist der Eisenerzabbau durch das Unternehmen Kumba Iron Ore. Über zwei Millionen Tonnen Erz werden jährlich im Tagebau gewonnen. Von Thabazimbi wird es zu den ArcelorMittal Iron and Steel Works gefahren. Thabazimbi hat touristische Bedeutung als Übernachtungsort zum nahegelegenen Marakele-Nationalpark und anderen Schutz- sowie Jagdgebieten unweit der Stadt.
Über die Straße R510, die Lephalale im Norden mit Rustenburg im Süden verbindet, und die R511, die nach Brits im Südosten führt, ist die Stadt an das Fernstraßennetz angebunden. Thabazimbi liegt an einer Bahnstrecke, die von Brits zum nördlich von Thabazimbi liegenden Kraftwerk Matimba führt und im Güterverkehr betrieben wird.